# Walls of Jericho (musikgrupp)
Walls of Jericho är en amerikansk hardcore-grupp från Detroit i Michigan. Bandet har sedan de bildades 1998 givit ut fyra studioalbum och tre EP-skivor. De har bland annat turnerat med Bullet For My Valentine och Kittie.
Deras EP Redemption (2008) producerades av Slipknots sångare Corey Taylor, och visar upp en lugnare och djupare hårdrocksstil än vad deras album brukar bestå av.

## Medlemmar
Nuvarande medlemmar
- Candace Kucsulain – sång (1998–2001, 2003–)
- Chris Rawson – gitarr (1998–2001, 2003–)
- Mike Hasty – gitarr (1998–2001, 2003–)
- Aaron Ruby – basgitarr (1998–2001, 2003–)
- Dustin Schoenhofer – trummor (2004–)

Tidigare medlemmar
- Rich Thurston – rytmgitarr (2003)
- Wes Keely – trummor (1998–2001)
- Derek Grant – trummor (2003)
- Alexei Rodriguez – trummor (2003–2004)

Turnerande medlemmar
- Bobby Valeu – gitarr (2016–)
- Chris Towning – gitarr (2017–2018)

## Diskografi
Studioalbum
- The Bound Feed the Gagged (1999)
- All Hail the Dead (2004)
- With Devils Amongst Us All (2006)
- The American Dream (2008)
- No One Can Save You from Yourself (2016)

EP
- A Day and a Thousand Years (1999)
- From Hell (2006)
- Redemption (2008)

Samlingsalbum
- All Hail the Dead / With Devils Amongst Us All (2008)